# 보츠와나긴귀박쥐
 보츠와나긴귀박쥐(Laephotis botswanae)는 애기박쥐과에 속하는 박쥐의 일종이다. 보츠와나와 콩고민주공화국, 말라위, 나미비아, 남아프리카공화국, 탄자니아, 잠비아 그리고 짐바브웨에서 발견된다. 지연 서식지는 건조 사바나 지역과 습윤 사바나, 습지 등이다.

## 특징
작은 박쥐로 몸통 길이가 47~55mm이고 전완장이 30~39mm, 꼬리 길이가 39~47mm이다. 발 길이는 7~8mm, 귀 길이는 17~22mm이고 몸무게는 최대 19g이다. 털은 길고 부드럽다. 등 쪽은 적갈색과 짙은 갈색 또는 밝은 갈색이지만 배 쪽 부분은 크림색을 띤다. 주둥이 쪽은 털이 없고 갈색이다. 귀는 밝은 갈색의 삼각형 모양으로 끝이 둥글다. 핵형은 2n=34, FNa=50이다.

## 생태
떨어져 나온 나무껍질 속 나무에서 은신을 하는 것으로 추정된다. 좁은 곳에서 회전하거나 땅 위를 이륙하는 것과 같은 복잡한 비행을 할 수 있다. 21~24 ° C 온도에서 낮 동안에 무기력 상태에 빠진다. 포획 상태에서 밤에 물을 마시는 것이 관찰된다. 건기에 먹이는 딱정벌레와 나비, 날도래 등이고 온도가 높을 때 먹이는 나비다. 땅이나 습지, 냇가, 연못 위 약 1~3m를 나는 먹이를 포획하여 먹는다. 젖을 먹이는 암컷이 12월에 포획되고 2월에 모유 수유를 막 마치는 반면에 1월에 성적으로 활동적이지 못한 박쥐도 관찰된다. 암컷은 생후 2년까지 성적으로 성숙하지 못할 수도 있다.

## 분포 및 서식지
콩고 민주 공화국과 탄자니아 남부, 말라위 남서부, 앙골라 남서부, 잠비아 북서부, 짐바브웨, 나미비아 북동부, 보츠와나, 남아프리카공화국 북부에 널리 분포한다. 강가 숲과 삼림 사바나 지역에서 서식하고 암반 지대에서 발견되기도 한다. 말라위에서 해발 1,520m와 1,700m 사이의 아고산 상록수림에서 관찰되며 해발 1,000m 이하의 미옴보 숲과 농장, 바위 구릉지대 근처 강가 숲, 댐, 냇가, 습지에서 서식한다. 도시의 공원에서 발견될 수도 있다.